# Jardin d'Ambohijatovo
Le parc d'Ambohijatovo ou jardin d'Ambohijatovo est un parc public à Antananarivo,.

## Description
Construit à l'emplacement de l'ancien square Poincaré, le  parc a une superficie de 10 000 m2.
Dans le parc le visiteur pourra voir des étangs, vingt-deux espèces de palmiers et vingt-deux espèces d'arbres ainsi que des espèces endémiques .
Le parc dispose d'équipements sportifs et des espaces dédiés à la promenade et à la détente.